# 脊川穏
脊川 穏（せがわ やすし、1981年8月22日 - ）は、日本のラグビー指導者。現在ジャパンラグビーリーグワン中国電力レッドレグリオンズ監督を務めている。

## プロフィール
- 長崎県出身[1]。。
- ポジションはスクラムハーフ(SH)。
- U19日本代表に選ばれたことがある[2]。

## 来歴
2000年、長崎北陽台高校卒業後、明治大学に入る。なお長崎北陽台高校時代、主将を務めたことがある。
2004年、明治大学卒業後、中国電力に加入。
現役引退後、2016年、中国電力レッドレグリオンズのヘッドコーチに就任。
2017年、中国電力レッドレグリオンズの監督に配置転換。
2018年、九州選抜のBKコーチに就任。